# Parasphena nairobiensis
Parasphena nairobiensis är en insektsart som beskrevs av Sjöstedt 1933. Parasphena nairobiensis ingår i släktet Parasphena och familjen Pyrgomorphidae. Inga underarter finns listade i Catalogue of Life.